# Equipe armênia na Copa Davis
A equipe armênia na Copa Davis representa a Armênia na Copa Davis, principal competição de tênis masculina por equipes do mundo. É administrada pela Armenian Tennis Federation.